# Здоуц, Дуня
Дуня Здоуц (нем. Dunja Zdouc; род. 3 января 1994, Клагенфурт-ам-Вёртерзе) — австрийская биатлонистка. Серебряный призёр чемпионата мира в смешанной эстафете. Неоднократный призёр Чемпионата Европы по биатлону среди юниоров.

## Карьера
Дебют Дуни Здоуц на международной арене состоялся на юниорском Чемпионате мира по биатлону 2011 года в чешком Нове-Место-на-Мораве, где она заняла 17-е место в индивидуальной гонке.
В 2014 году на Чемпионате мира среди юниоров, проходившем в Преск-Айле австрийка вместе со своими подругами по команде Сюзанной Хоффманн и Лизой Терезой Хаузер завоевала бронзовую медаль в эстафете. В том же году Здоуц выиграла бронзу в составе женской команды Австрии на юниорском Чемпионате Европы по биатлону в Нове-Место-на-Мораве.
Дебютировала австрийка в Кубке мира на домашнем этапе в Хохфильцене (07.12.2013) в женской эстафете, которую команда Австрии завершила на 16 месте. Первая личная гонка Дуни на Кубке Мира — индивидуальная гонка в Остерсунде, состоявшаяся 4 декабря 2014 года, в ней спортсменка показала 74-й результат. На Чемпионате Европы среди юниоров в эстонском Отепя австрийка завоевала три награды: серебро в спринте и индивидуальной гонке и бронзу в эстафете.

## Результаты

### Участие в Олимпийских играх
| Год  | Место проведения | Инд | Спр | Пр | МС | Эст | См |
| 2018 | Пхёнчхан         | 58  | 48  | 58 | —  | —   | —  |
| 2022 | Пекин            | —   | 85  | —  | —  | 9   | —  |

### Участие в Чемпионатах мира
| Год  | Место проведения | Инд | Спр | Пр | МС | Эст | См | Осм |
| 2015 | ЧМ Контиолахти   | 30  | 17  | 22 | 29 | 10  | —  | н/д |
| 2016 | ЧМ Хольменколлен | 52  | 58  | 28 | —  | 12  | 5  | н/д |
| 2017 | ЧМ Хохфильцен    | 11  | 47  | 42 | —  | DSQ | —  | н/д |
| 2020 | ЧМ Антхольц      | —   | 64  | —  | —  | —   | —  | —   |
| 2021 | ЧМ Поклюка       | 42  | 38  | 11 | —  | 7   | 2  | —   |